# ポイントバー

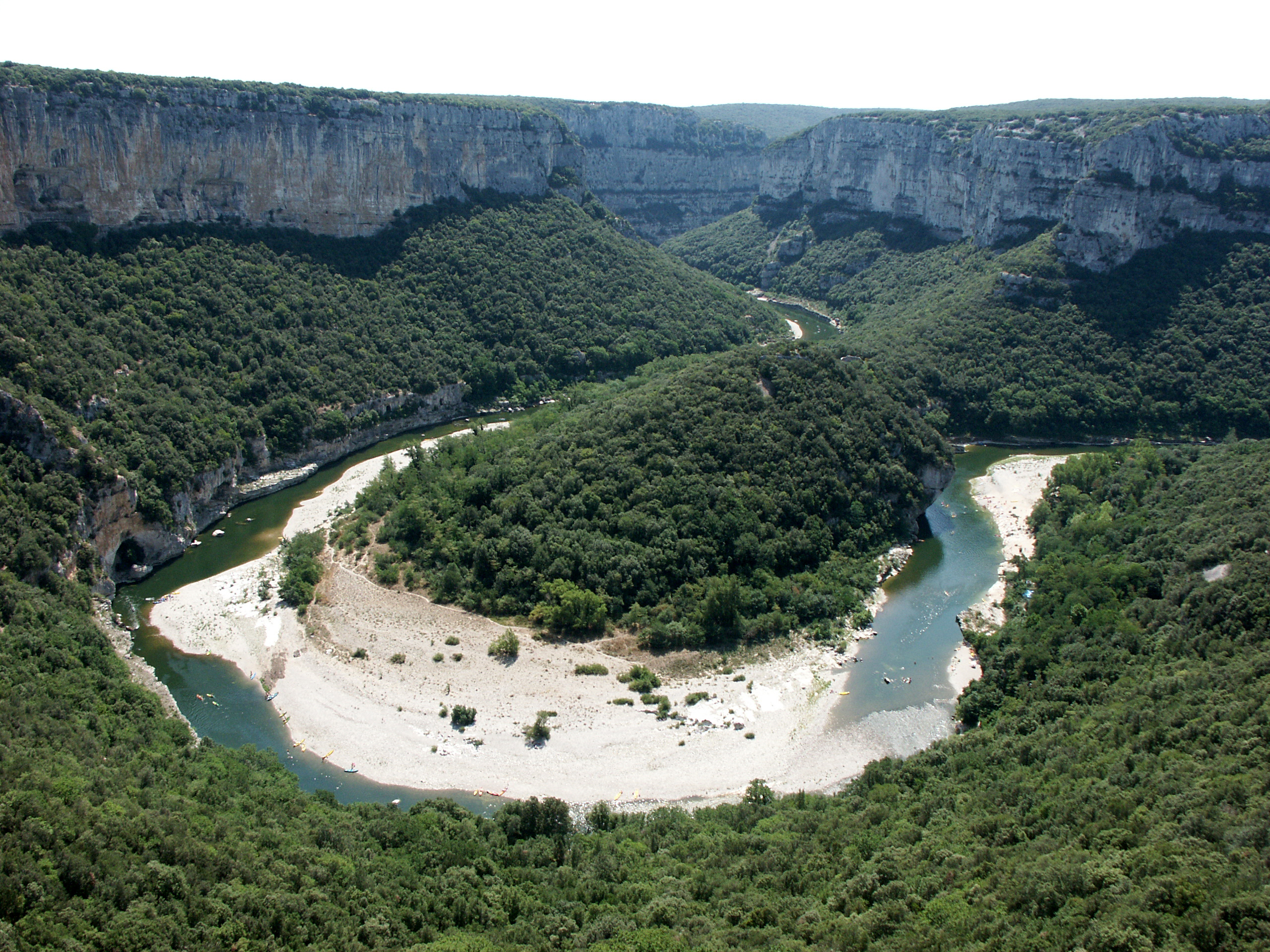
アルデーシュ川のアルデーシュ渓谷に見られるポイントバー及び滑走斜面。

ポイントバー（英語: point bar:154）もしくは突州（とっす）:159、寄州:3、蛇行州（だこうす）:191は、蛇行する河川において屈曲部の内側に形成される滑走斜面の端に形成される砂州のことである:154。
曲流において、河床に沿った境界層における二次流れが岸と平行ではなく、流れの内側に向かって流れる。この流れにより、砕屑物が曲流の内側に導かれる:432。攻撃斜面で侵食された物質が滑走斜面に運搬・堆積することで、ポイントバーが形成される:191。